# Philipp Reinhard von Klingenberg

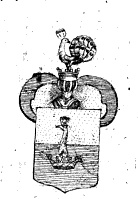
Familienwappen der Freiherren von Klimberg zu Klingenberg (gold und blau geteilt, aus Adelskrone ein nach links blickender Pfauenkopf herauswachsend)

Philipp Reinhard Freiherr von Klimberg zu Klingenberg (* 1720; † 7. Juni 1762 in München) war ein bayerischer Kammerherr, Offizier, Initiator und erster Kommandeur des Bayerischen Kadettenkorps.

## Biografie
Die Familie stammte aus Oberösterreich und hieß ursprünglich Schütter. Lorenz Schütter († 1599) wurde als „Schütter von Klingenberg“ geadelt. Sein Urenkel Franz Ferdinand Schütter von Klingenberg erhielt die österreichische Freiherrenwürde unter dem Titel „von Klimberg zu Klingenberg“, wanderte aber später wegen seines Festhaltens am evangelischen Glauben aus Österreich aus und ging nach Württemberg. Er war Philipp Reinhardts Großvater.
Philipp Reinhard von Klingenberg kam als Sohn des württembergischen Offiziers Heinrich Moritz von Klingenberg und seiner Gattin Hildegard Freiin von Neuenstein zur Welt. Er trat 1732 in österreichische Heeresdienste, quittierte diese als Oberstwachtmeister im Infanterieregiment „Damnitz“ und wechselte zum 1. Januar 1753, mit dem gleichen Rang, in das Infanterie-Regiment „Pechmann“ der bayerischen Armee.
Am 7. Mai 1756 wurde er Kommandeur des neu errichteten Kadettenkorps. Laut Johann Martin Maximilian Einzinger von Einzing, in seinem Standardwerk Bayerische Adelshistorie (1768), war Klingenberg sogar der Initiator der Kadettenanstalt, der dem Kurfürsten Max III. Joseph die Errichtung vorgeschlagen habe. Der Offizier erwarb sich große Verdienste um den Aufbau des jungen Institutes und fertigte auch die ersten Statuten. Mit Datum vom 1. Juli 1756 wurde es offiziell gegründet. 1757 avancierte er zum Oberstleutnant, 1760 zum Oberst des damaligen Infanterie-Leib-Regiments.
Philipp Reinhard von Klingenberg war seit 1754 kurbayerischer Kammerherr und wurde 1761 Mitglied der Bayerischen Akademie der Wissenschaften, da er auch in naturwissenschaftlicher Hinsicht engagiert war. Unter seiner Leitung begann man ab 1761 an der Kadettenanstalt mit den ersten meteorologischen Beobachtungen in Bayern und als der französische Astronom César François Cassini de Thury das Land zu Forschungszwecken bereiste, teilte ihm Klingenberg einen seiner Kadetten als Gehilfen zu.

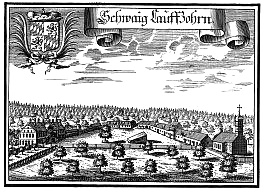
Schloss Laufzorn im 18. Jahrhundert. Rechts die 1803 abgerissene Kapelle in der Freiherr von Klingenberg beigesetzt wurde

1761 kaufte Klingenberg das ehemalige Haus von Egid Quirin Asam in der Münchner Brunnengasse, nahe der Kreuzkaserne, in welches das Kadettenkorps 1762 umzog und bis 1775 blieb.
Klingenberg war Ritter des Ritterordens vom Heiligen Michael, dessen Mitgliedschaft damals noch den katholischen Glauben und die adelige Herkunft voraussetzte. Er hatte Sophie Haigel, Tochter eines österreichischen Rittmeisters geheiratet. Aus der Ehe gingen zwei Söhne und vier Töchter hervor. Der Sohn Johann wirkte als kurbayerischer Straßen- und Brückenbauinspektor. Zwei Töchter wählten den geistlichen Stand; Maria Anna wurde unter dem Ordensnamen „Rosa“ Ursulinin in Linz und Louise Englisches Fräulein in Burghausen.
Seinem Wunsche gemäß bestattete man Philipp Reinhard von Klingenberg am 9. Juni 1762 in der heute nicht mehr existenten Kapelle seines Lehensbesitzes, Schloss Laufzorn, nahe München.